# Brington, Cambridgeshire
Brington eller Brickden är en by i civil parish Brington and Molesworth, i distriktet Huntingdonshire, i grevskapet Cambridgeshire i England. Byn är belägen 16 km från Huntingdon. Brington var en civil parish fram till 1935 när blev den en del av Brington and Molesworth. Civil parish hade 75 invånare år 1931. Byn nämndes i Domedagsboken (Domesday Book) år 1086, och kallades då Breninctune.